# Disney's TaleSpin (jeu vidéo, 1991)
Pour les articles homonymes, voir Disney's TaleSpin.
Disney's TaleSpin est un jeu vidéo de type shoot them up, tiré de la série télévisée Super Baloo créée par Disney. Le jeu fut édité par Capcom sur Nintendo Entertainment System en 1991 et sur Game Boy en 1992.
Le 16 mars 2017, Capcom annonce la ressortie le 18 avril de plusieurs titres phares 8 bits de Disney Interactive des années 1990 sous le nom The Disney Afternoon Collection sur Xbox One, PlayStation 4 et PC dont Disney's Darkwing Duck, Disney's DuckTales, Disney's DuckTales 2, Disney's Chip'n Dale: Rescue Rangers, Disney's Chip'n Dale: Rescue Rangers 2 et Disney's TaleSpin,.